# Cyrtandra quercifolia
Cyrtandra quercifolia là một loài thực vật có hoa trong họ Tai voi. Loài này được S.Moore mô tả khoa học đầu tiên năm 1916.